# Качкашурське сільське поселення
Качкашу́рське сільське поселення — колишнє муніципальне утворення у складі Глазовського району Удмуртії, Росія. Адміністративний центр — присілок Качкашур.
Законом Удмуртської Республіки від 29.04.2021 № 38-РЗ ліквідовано через перетворення муніципального району на муніципальний округ.
Площа поселення становить 82,62 км², з яких на сільськогосподарські угіддя припадає 53,5 км².
Населення — 1254 особи (2015; 1221 в 2012, 1213 в 2010).
В поселенні діють середня школа та садочок, клуб, 2 ФАПи. Працює 5 магазинів, серед підприємств — СПК «Пригородний».
Голови:
- 2006–2011 Пономарьова Олена Адольфівна
- з 2011 — Волкова Тетяна Євгенівна

## Склад
В склад поселення входять такі населені пункти:
| Населений пункт           | Населення, осіб (2010) | Населення, осіб (2012) |
| ------------------------- | ---------------------- | ---------------------- |
| Дома 1168 км, без статусу | 8                      | 7                      |
| Дома 1169 км, без статусу | 16                     | 20                     |
| Дома 1173 км, без статусу | 6                      | 6                      |
| Великий Лудошур, присілок | 67                     | 64                     |
| Качкашур, присілок        | 807                    | 814                    |
| Лекшур, присілок          | 58                     | 58                     |
| Малий Лудошур, присілок   | 180                    | 180                    |
| Семеновський, присілок    | 45                     | 46                     |
| Умськ, присілок           | 26                     | 26                     |